# تل غلام‌محمد
تل غلام محمد در شهرستان کهگیلویه، بخش مرکزی، روستای سمغون واقع شده و این اثر در تاریخ ۲۴ فروردین ۱۳۸۲ با شمارهٔ ثبت ۸۳۴۵ به‌عنوان یکی از آثار ملی ایران به ثبت رسیده است.